# ألبرازولام
ألبرازولام (بالإنجليزية: Alprazolam) ويعرف بالأسماء التجارية زانكس أو أكسنكس (بالإنجليزية: Xanax) (ينبغي عدم الخلط بينه وبين Zantac، وXanor، وAlprax، وNiravam) وهو عقار قصير المفعول من فئة البنزوديازيبين. يستخدم لعلاج اضطرابات القلق المعتدلة والشديدة ونوبات الهلع، كما يستخدم كعلاج إضافي للقلق المرتبط بالاكتئاب المعتدل. وهو متوفر أيضا في شكل Xanax XR والذي يكون جرعة ممتدة المفعول لساعات أطول. ويعتبر ألبرازولام مهدئ ومنوم ومضاد للتشنجات، ومرخي للعضلات
يسبب ألبرازولام إدمانًا، حيث أن استخدامه لفترات طويلة أوالإفراط في تناوله قد يؤدي إلى الاعتماد الجسدي والنفسي بالإضافة إلى أعراض انسحاب شديدة عند التوقف المفاجئ أو السريع. في الولايات المتحدة الأمريكية، يدرج ألبرازولام في الترتيب الرابع في المواد الخاضعة للرقابة بموجب قانون المواد الخاضعة للرقابة.

## التاريخ
كانت Upjohn هي أول من أنتج ألبرازولام في البداية (وهي الآن جزء من شركة فايزر). وبدأ إنتاج ألبرازولام عام 1981. كانت أولى استخداماته لعلاج اضطرابات الخوف. سارت Upjohn في هذا الاتجاه بناء على طلب من الطبيب النفساني الشاب ديفيد شيهان. اقترح شيهان استخدام هذا التمييز الجديد الدليل التشخيصي والإحصائي للاضطرابات النفسية المستخدم في تصنيف اضطرابات القلق بين اضطرابات القلق العام (GAD) واضطراب الهلع بغية التسويق لألبرازولام خصيصا لعلاج اضطراب الهلع. كانت تعتبر اضطرابات الهلع في تلك المرحلة نادرة، ولا يمكن علاجها إلا بمضادات الاكتئاب ثلاثية الحلقات؛ وكان يعتقد أن البنزوديازيبينات غير فعالة. إلا أن شيهان وجد من خلال خبرته أن اضطرابات الهلع منتشرة بين الناس وتستجيب للعلاج بالبنزوديازيبينات. لذلك أشار على Upjohn بأن التسويق لألبرازولام كعلاج لاضطرابات الهلع سيغطى جزء جديد في التشخيص ويؤكد على الخواص الفريدة لهذا العقار. ويقول شيهان أن المجموعة الأولى من المرضى الذين عالجهم ألبرازولام أعجبوا جدا بمفعوله، ورأت الشركة أن هذا الدواء كان على وشك أن يحقق نجاحا كبيرا. جمّع عدد قليل من هؤلاء المرضى أموالهم واشتروا أسهما في Upjohn. وبعد عدة أشهر، عندما وافقت إدارة الأغذية والأدوية الأمريكية على إنتاج ألبرازولام، بدأ بيعه وحقق أرباحا.
حقق ألبرازولام تاريخا هائلا لحد ما حتى سجّل أعراض انسحاب حادة تمثلت في حالات ذهان ونوبات مرضية، وقلق شديد عند التوقف عن تناوله.

## دواعي الاستعمال
تشمل الاستخدامات الطبية الأساسية لألبرازولام ما يلي:

### اضطرابات الهلع
وافقت إدارة الأغذية والأدوية الأمريكية على استخدام ألبرازولام في العلاج قصير المدى (يصل إلى 8 أسابيع) لاضطرابات الهلع، سواء في حالة وجود أو عدم وجود الخوف من الأماكن المفتوحة. ألبرازولام فعال جدا في علاج الحالات المعتدلة والشديدة من الرعشة ونوبات الفزع. وينبغي أن يدرك الأطباء أن كفاءة ألبرازولام لم تثبت لمدة أطول من 8 أسابيع، حيث أن فعالية ألبرازولام تظهر بعد 8 أسابيع، بعدها يجب وقفه أو يزيد الطبيب الجرعة. بيد أن المرضى الذين يعانون من اضطرابات الهلع تمت معالجتهم على أسس مفتوحة لمدة تصل إلى 8 أشهر من دون أي نقص في الفائدة. وينبغي على الطبيب تقييم مدى فائدة هذا الدواء لكل مريض على حدة دوريا.

### اضطرابات القلق
يستخدم ألبرازولام لتنظيم اضطرابات القلق (حالة مشابهة لتشخيص APA Diagnostic and Statistical Manual DSM-III-R لاضطرابات القلق العام) أو لتخفيف أعراض القلق على المدى القصير. يوصى باستخدام ألبرازولام للعلاج قصير الأمد (2-4 أسابيع) في حالات القلق الحاد الشديدة. لا ينبغى استخدام ألبرازولام لفترات أطول إلا في حالات نادرة جدا—حيث يحتمل الجسم الآثار المهدئة للعقار بسرعة، مما يؤدى إلى انخفاض فعاليته. ومع ذلك فإن احتمال الأثر المهدئ لألبرازولام أمر نادر الحدوث، ولا ينبغي الخلط بينه وبين الأثر المهدئ والمنوّم والذي سريعا ما يشعر به الجسم.
أحيانا يوصف ألبرازولام لعلاج حالات القلق المرتبطة بالاكتئاب. هناك دلائل على فعاليته قي علاج الاكتئاب للمرضى غير المقيمين داخل المستشفيات، في حين لا تتوافر أدلة على فعاليته للمرضى المقيمين داخل المستشفيات. قد يرجع الأثر المضاد للاكتئاب لألبرازولام إلى تأثيره على مستقبلات البيتا الأدرينالية. ولا نعرف ما إذا كان للبنزوديازيبينات الأخرى أثر مضاد للاكتئاب. تشير الدراسات إلى أن أي أثر مضاد للاكتئاب لألبرازولام مشكوك فيه، وهو عموما ضعيف بالمقارنة مع تلك الأدوية المضادة للاكتئاب. وعلى النقيض، في حين استخدام ألبرازولام كمضاد للاكتئاب لفترات علاج قصيرة أو طويلة، إلا أن هناك أدلة على أن ما يصل إلى ثلث متعاطيه لفترة طويلة يصابون بالاكتئاب.

## الآثار الجانبية
على الرغم من أن الآثار الجانبية لألبرازولام غير خطيرة بصفة عامة، إلا أنه قد تظهر آثار جانبية في بعض المرضى كلما ازدادت الجرعة. وقد تختفي بعض الآثار الجانبية مع استمرار العلاج. إذا ظهرت علامات للحساسية—مثل الطفح الجلدى؛ صعوبة في التنفس، تورم في الوجه، الشفتين، اللسان، أو الحلق، يجب استشارة الطبيب على الفور. كما ينبغى استشارة الطبيب فورا في حال ظهور علامات اليرقان: اصفرار الجلد أو العينين. كما قد تحدث بعض من الآثار الجانبية الأخرى التالية:
- النشوة[29]
- الخمول، الدوخة، الدوار، التعب، الاضطراب، خلل في التنسيق[30][31]
- الطفح الجلدي، صعوبة في التنفس، الإمساك[30][31]
- عدم التثبيط[32]
- الأفكار الانتحارية (نادرة)[33][34]
- احتباس البول (نادرة)[35]
- هلوسة (نادرة)[36]
- رنح (عدم انتظام الحركة)، بطء الكلام[37]
- فقدان الذاكرة قصيرة المدى وضعف في وظائف الذاكرة[38]
- فقدان الذاكرة[39] ومشكلات قي التركيز
- تغير الرغبة الجنسية[40]
- جفاف الفم (نادرة)[41]
- زيادة في الشهية[42]
- اليرقان (نادرة جدا)[43]

ردود فعل متناقضة
على الرغم من أن هذه الأعراض التالية غير معتادة، إلا إنها إذا حدثت ينبغى إبلاغ الطبيب وإيقاف الدواء تدريجيا:
- الشد العضلي والرعشة[44]
- العدوانية[45]
- الغضب والعدائية[32]
- الهوس، الإثارة، فرط النشاط، الضجر[46][47][48]

## الاعتماد الجسدي وأعراض الانسحاب
يرتبط ألبرازولام مثله مثل البنزوديازيبينات الأخرى بأماكن معينة في مستقبلات حمض GABAA gamma-amino-butyric. عندما يصل لهذه الأماكن التي يشار إليها باسم مستقبلات البنزوديازيبين، فإنه ينظم تأثير مستقبلات GABA A وبالتالي خلايا GABAnergic العصبية. يتسبب الاستخدام على المدى الطويل في تغيرات التكيف في مستقبلات البنزوديازيبين، مما يجعلها أقل حساسية للتحفيز وأقل فعالية.
ليست كل آثار الانسحاب دليلا على الاعتماد أو الانسحاب. تكرار حدوث أعراض مثل القلق قد يشير إلى أن الدواء يعطى الأثر المتوقع منه لإزالة القلق، وأنه في حالة عدم تناول الدواء، تتراجع الأعراض إلى مستويات دون مستوى العلاج. إذا كانت الأعراض أكثر حدة أو متكررة، فقد يكون المريض يعاني من تأثير مرتد نتيجة التوقف عن تناول الدواء. يمكن أن يحدث أي من هذه الأعراض دون أن يعتاد المريض على الدواء.
قد يتسبب ألبرازولام والبنزوديازيبينات الأخرى في الاعتماد الجسدي والاحتمال، وظهور أعراض انسحاب البنزوديازيبين عند التقليل السريع للجرعة أو وقف العلاج بعد تناوله لفترة طويلة. هناك فرصة أعلى لظهور أعراض الانسحاب إذا ما أعطى الدواء في جرعة أعلى من الموصى بها، أو إذا توقف المريض عن تناول الدواء تماما دون السماح للجسم بالتكيف مع نظام الجرعات المنخفضة.
في عام 1992، ذكر روماك وزملاؤه أن زيادة الجرعة ليس ضروريا لمستخدمي ألبرازولام لفترات طويلة، وأشار غالبية المرضى إلى استمرار فعالية ألبرازولام، مشيرون إلى أن إمكانية حدوث احتمال للتأثير المضاد للقلق محدودة.
إذا شعر المريض بالحاجة للتوقف عن تناول ألبرازولام، عليه أن يشاور طبيبه قبل التوقف عن العلاج. تشمل الأعراض الشائعة عند التوقف عن تناول ألبرازولام عدم انتظام دقات القلب، الانزعاج، جفاف الفم، فقدان الشهية، الأرق، القلق، الدوخة، الرعشة، الغثيان، التشنجات، القئ، الإسهال، الذعر، تقلب المزاج، خفقان القلب، فقدان الذاكرة. كما أن هناك أعراض أقل شيوعا لكنها أشد، منها الهلوسة، والنوبات المرضية، والحمى.
المرضى الذين يتناولون جرعات أكثر من 4 ملغ يوميا، أكثر عرضة للاعتماد عليه. قد يسبب هذا الدواء أعراض انسحاب عند الانسحاب المفاجئ أو المتدرج السريع، والذي يسبب في بعض الحالات نوبات مرضية. كما يؤدى التوقف عن هذا الدواء إلى ما يعرف ب rebound anxiety. تظهر آثار انسحاب أخرى عند وقف العلاج بألبرازولام تشمل أفكار القتل (نادرة جدًا)، الغضب، التنبه المفرط، أحلام اليقظة والأفكار المتداخلة. كما قد يصاب المريض بالصرع عند الانسحاب المفاجئ بعد الاستخدام على المدى القصير فقط. ولذلك، ينبغي لمستخدمي ألبرازولام حتى على المدى القصير تقليل الجرعة تدريجيا ببطء لتجنب أعراض الانسحاب الخطيرة بما في ذلك النوبات المرضية.
ينبغى عدم التوقف عن تناول ألبرازولام فجأة إذا أخذ بانتظام لأية فترة من الوقت كى لا ينتج عن ذلك أعراض انسحاب شديدة. كما يؤدى التوقف المفاجئ لألبرازولام لحالات ذهان حادة ونوبات مرضية،  ووقعت حالة وفاة واحدة نتيجة النوبات المرضية بعد التخفيض التدريجي للجرعات.
في دراسة أجريت عام 1983 على المرضى الذين يتناولون البنزوديازيبينات لفترات طويلة، مثل تناول كلورازيبات لفترة طويلة، توقف العلاج فجأة في ظل التجربة مزدوجة التعمية (حيث كان المرضى إما يتلقون علاجا وهميا أو نفس الدواء الذي كانوا يتناولونه). لم تظهر أعراض انسحاب إلا على 5٪ فقط من المرضى الذين تناولوا الدواء لمدة تقل عن 8 أشهر، كما ظهرت في 43 ٪ من المرضى الذين تلقّوا العلاج لأكثر من 8 أشهر، وباعتبار ألبرازولام بنزوديازيبين قصير المفعول، شعر 35٪ من المرضى بأعراض تأثير مرتد. تعتبر هذه البنزوديازيبينات ذاتية التناقص، إلى حد ما.
يستخدم البنزوديازيبين ديازيبام (الفاليوم) وoxazepam أو (Serepax) لتقليل أعراض الانسحاب عن ألبرازولام (زاناكس) أو لورازيبان (Temesta/Ativan). تشتمل العوامل التي تحدد خطورة الاعتماد النفسي أو الجسدي، وشدة أعراض انسحاب البنزوديازيبين عند تخفيض جرعة ألبرازولام ما يلي: الجرعة المستخدمة، طول مدة الاستخدام، توالى الجرعات، الخصائص الشخصية للفرد، الاستخدام السابق لعقاقير cross-dependent/cross-tolerant (الكحول أو غيره من العقاقير المهدئة والمنومة)، أو الاستخدام الحالي لعقاقير cross-dependent/cross-tolerant (الكحول أو غيره من العقاقير المهدئة والمنومة)، أو استخدام بنزوديازيبينات أخرى قوية قصيرة المفعول،  ووسيلة التوقف.

## موانع الاستعمال
ينبغي على اللأطباء تجنب استخدام ألبرازولام، ومراقبته بعناية في الحالات التالية: الوهن العضلي، الحالات الحادة من الجلوكوما ضيقة الزاوية، النقص الحاد في الكبد (مثل تليف الكبد)، توقف التنفس الحاد أثناء النوم، والاكتئاب الموجودة من قبل الجهاز التنفسي، وضعف الجهاز التنفسي بما في ذلك الوهن العضلي غير المستقر، قصور حاد في الرئتين، الذهان المزمن، أو فرط الحساسية لألبرازولام أو غيره من العقاقير من فئة البنزوديازيبينات، اضطراب الشخصية (ربما تتسبب في الانتحار أو انعدام التحكم).
وعلى النساء الحوامل أو التي تخطط لتصبح حاملا تجنب بدء العلاج بألبرازولام. وينبغي الأخذ في الاعتبار أن الطفل المولود لأم تتلقي علاج بالبنزوديازيبينات عرضة لأعراض الانسحاب خلال فترة ما بعد الولادة. كما يكون هؤلاء المواليد عرضة أيضا للترهل ومشاكل في الجهاز التنفسي.
ومن المعروف أن البنزوديازيبينات تفرز في اللبن البشري. وقد أفادت التقارير أن الاستخدام المستمر للديازيبام للأمهات المرضعات يسبب لأطفالهن الرضع الخمول وفقدان الوزن. وكقاعدة عامة، ينبغي أن تمتنع الأمهات الذين يستخدمون ألبرازولام عن الرضاعة.
كما ينبغى أن يحذر المسنون من استخدام ألبرازولام لتحاشى آثاره الجانبية وخصوصا فقدان التنسيق والنعاس.
يتسبب تناول جرعات كبيرة من المواد التي تسبب اكتئابا للجهاز العصبي المركزي مثل الكحول وألبرازولام في تدهور كبير في الانتباه، مع تزايد الشعور بالنعاس، وخاصة مع الذين لم يعتادوا على تأثير الدواء. وينبغي توخي الحذر عند استخدام ألبرازولام أو أي مادة أخرى تسبب اكتئابا عند القيادة أو القيام بأنشطة تتطلب اليقظة.

## التأثيرات الدوائية
يعتبر ألبرازولام من البنزوديازيبينات عالية الفعالية، كما أنه triazolobenzodiazepine  وهو عبارة عن البنزوديازيبين مع حلقة من triazole مرتبطة بها. ينتج عن البنزوديازيبينات مجموعة متنوعة من الآثار السلبية تكون مرتبطة بأماكن البنزوديازيبين في مستقبلات GABAA وتعديل وظيفة مستقبلات GABA {/0، والمستقبلات الأكثر تثبيطا داخل الدماغ. ينتج نظام مستقبلات GABA الكيميائي الآثار المثبطة أو المهدئة لألبرازولام في الجهاز العصبي. تتكون مستقبلات GABAA من 5 وحدات فرعية من أصل 19 وحدة، كما تتكون مستقبلات GABAA من توليفات مختلفة من وحدات فرعية لها خصائص مختلفة، ومواقع مختلفة في الدماغ لها أنشطة هائلة ومختلفة تتعلق بالبنزوديازيبينات.

## الحركية الدوائية
يمتص ألبرازولام بسهولة من الجهاز الهضمي مع توافر بيولوجي 80-100 ٪. تصل البلازما لذروة تركيزها خلال 1-2 ساعة. ترتبط معظم الأدوية ببروتين البلازما، وأساسا الألبومين أو الزلال المصلي. يصبح ألبرازولام هيدروكسيلي في الكبد لα - hydroxyalprazolam، الذي هو أيضا دواء فعال ولكنه أقل فعالية من المركب الأصلي. ثم يفرز هو والمستقلبات الأخرى في البول في شكل glucuronide. كما تفرز بعض العقاقير في أشكال ثابتة. ويكون ألبرازولام أكثر بطأ في المسنين أكثر منه في البالغين الأصغر سنًا.

## تفاعلات الغذاء والدواء
يؤدى تفاعل كل من السيميتيدين، الاريثروميسين، فلوكستين، فلوفوكسامين، يتراكونازول، الكيتوكونازول، بروبوكسيفين، نيفازودون، ريتونافير، مع ألبرازولام إلى تأخر التخلص منه، مما قد يؤدي إلى التراكم المفرط للألبرازولام. قد يؤدي هذا إلى التسكين الزائد وغيره من الآثار السلبية المرتبطة بالإفراط في تناول ألبرازولام.
كما يتزايد إيميبرامين وديسيبرامين بمتوسط 31٪ و20٪ على التوالي عند تناول أقراص ألبرازولام بجرعة تصل إلى 4 ملغ / يوم. يقلل تناول حبوب منع الحمل عن طريق الفم التخلص من ألبرازولام، مما قد يؤدي إلى زيادة مستويات البلازما في ألبرازولام وتراكمه.
الكحول هي واحدة من أهم مسببات التفاعلات الشائعة. إن تناول الكحول والبنزوديازيبينات مثل ألبرازولام معا يجعل كل منهما يؤثر على الآخر، والذي يمكن أن يسبب تسكين شديد، وتغيرات سلوكية، وتسمم. وكلما زاد تناول الكحول وألبرازولام معا، ازداد التفاعل بينهما سوءا.

## استخدامه للترويح عن النفس

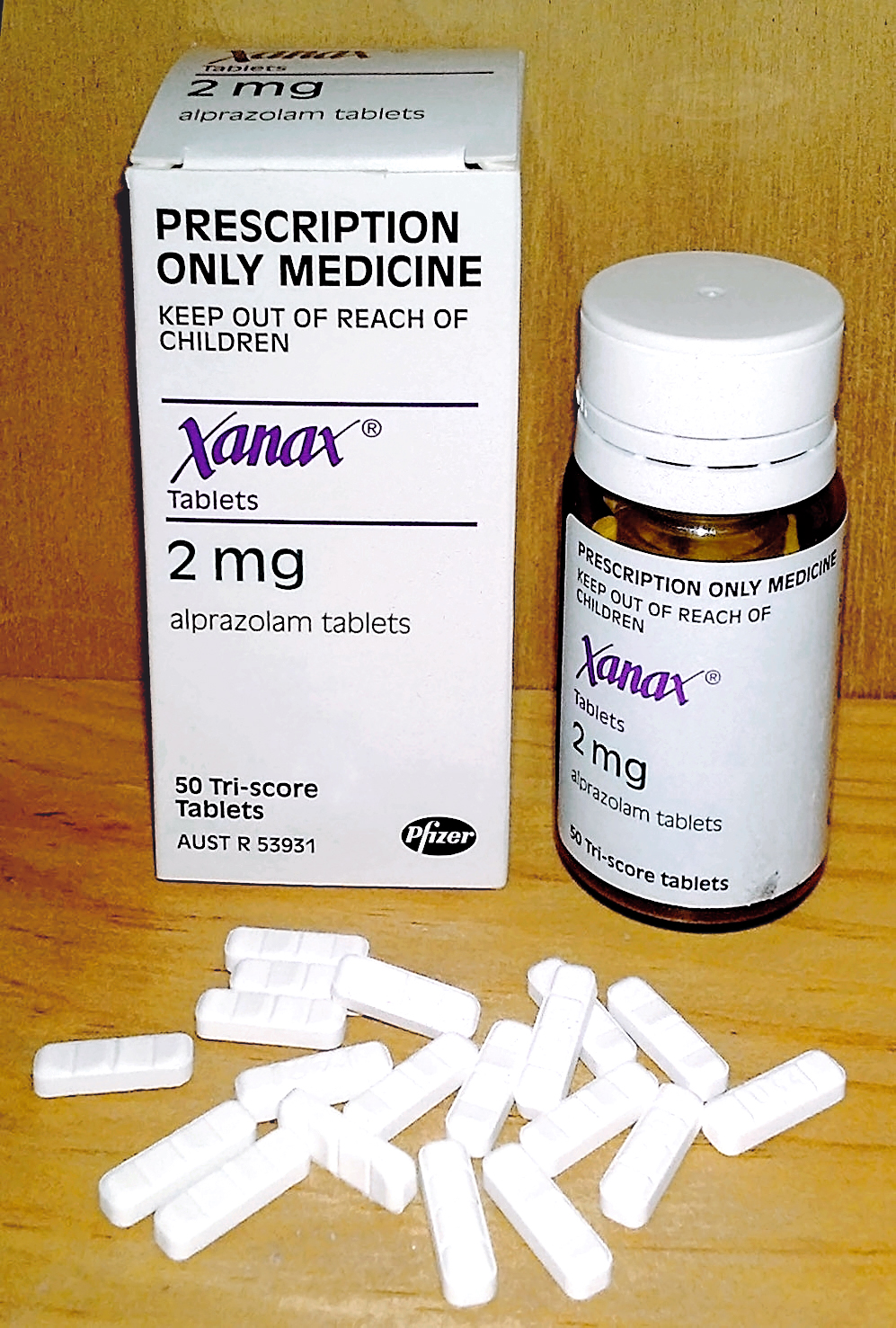
زاناكس (ألبرازولام) 2ملجم أقراص

لدى ألبرازولام قدرة كبيرة على الترويح عن النفس. يعتبر الأطباء حقن ألبرازولام خطيرة جدا على الرغم من ندرتها للغاية ، لأنه عند امتزاجها بالماء، لا تتحلل كليا (40 µg/ml of H2O at pH 7, and 12 mg/mL at pH 1.2), ويحتمل أن تسبب أضرارا بالغة في الشرايين إذا لم تنقى جيدا. وعلى الرغم من أنه قابل للذوبان في الكحول، إلا أن مزجهما معا وخاصة عن طريق الحقن خطير جدا، حتى أن جرعة زائدة قد تكون قاتلة. كما قد يكون ألبرازولام insufflated. الغطيط الذي ينتج عن تناول ألبرازولام قليل، حيث أنه غير قابل للذوبان في الماء، وبالتالي لا يمر بسهولة عبر الأغشية الأنفية، مما يؤدى إلى انخفاض التوافر البيولوجى. عادة لا يؤدي الاستخدام طويل الأمد للبنزوديازيبينات إلى زيادة ملحوظة في الجرعة، ومعظم مستخدمي ألبرازولام لا يستخدمون أدويتهم للترويح عن النفس.
أحيانا يستخدم ألبرازولام مع عقاقير أخرى للتخفيف من حدة الهلع أو الانزعاج من تناول نوع من العقاقير التي تشرح النفس مثل ثنائي إيثيل أميد حمض الليسرجيك، وأيضا للمساعدة على النوم في الفترة التالية لاستخدام العقاقير المنشطة أو التي تروّح عن النفس والتي تسبب الأرق والانتباه (مثل LSD والكوكايين والأمفيتامين وغيرها من الأمفيتامينات ذات الصلة، وديكستروميثورفان وMDMA. كما أنها كثيرا ما تستخدم مع الماريجوانا أو الهيروين للتحفيز على الاسترخاء.
وفي دراسة واسعة النطاق على الصعيد الوطني في حكومة الولايات المتحدة الأمريكية أجرتها SAMHSA، وجدت أنه في الولايات المتحدة الأمريكية، تعتبر البنزوديازيبينات من أكثر العقاقير التي تروّح عن النفس استخداما، وأن 35 ٪ من الحالات التي تأتى لقسم الطوارئ تكون مرتبطة بالبنزوديازيبينات. البنزوديازيبين من أكثر العقاقير التي تستخدم للترويح عن النفس أكثر من المواد الأفيونية، والتي تشكّل نحو 32 ٪ من الحالات التي تذهب لقسم الطوارئ. لا يوجد عقار آخر للترويح عن النفس أكثر شيوعا من البنزوديازيبينات، ومع ذلك، تبقى البنزوديازيبينات في الترتيب الرابع في قانون المواد الخاضعة للرقابة. يشيع استخدام البنزوديازيبينات للترويح عن النفس بين الرجال والنساء. وخلص التقرير إلى أن ألبرازولام هو أكثر البنزوديازيبينات شيوعا للترويح عن النفس، يليه: كلونازيبام، واورازيبام وديازيبام. 

### المرضى الأكثر عرضة لمخاطر سوء الاستخدام والإدمان
المرضى المعرّضون لمخاطر سوء الاستخدام والاعتماد على العقار هم المرضى الذين لديهم تاريخ إدمان كحول (بما في ذلك تاريخ العائلة مع الكحول) وكذلك المرضى الذين يعانون من اضطراب الشخصية الحدية معرضون لتزايد مخاطر سوء استخدام ألبرازولام.

## الجرعات الزائدة
يكون أثر الجرعات الزائدة من ألبرازولام خفيف أو حاد، حسب الكمية التي تم تناولها، وحسب ما إذا كان المريض قد تناول مواد أخرى تسبب الاكتئاب. يصبح ألبرازولام سام بشكل ملحوظ عند تناول جرعة زائدة أكثر من البنزوديازيبينات الأخرى مع ارتفاع معدلات الوفيات. وتوصّلت دراسة نيوزيلندية إلى أن تناول جرعات زائدة من ألبرازولام يؤدى إلى الموت أكثر من العقاقير المنومة والمسكنة الأخرى مجتمعة ب 8 مرات، ويشكّل أعلى معدلات إصابة في وحدة العناية المركزة والتهوية الميكانيكية. إن تناول المسنين لجرعات زائدة من مضادات الاكتئاب ثلاثية الحلقات، أو الكحول، أو المواد الأفيونية، أو ألبرازولام، يزيد كثيرا من احتمال حدوث السمية الحادة والوفيات. تؤدى جرعة زائدة من ألبرازولام (زاناكس) إلى اكتئاب الجهاز العصبي المركزي في الدماغ وقد يشمل واحدة أو أكثر من الأعراض التالية:
- النعاس (صعوبة البقاء مستيقظًا)
- التشويش العقلي
- انخفاض ضغط الدم
- اختلال وظائف الحركة
  - ضعف أو غياب ردود الفعل
  - ضعف العضلات
  - اختلال التوازن
  - دوخة
- الإغماء
- نقص التهوية (صعوبة التنفس)
- الغيبوبة
- الوفاة

ترجع حوالي 50 ٪ من حالات الوفيات المرتبطة بألبرازولام للجمع بين سمية ألبرازولام ودواء آخر، وغالبا ما يكون الكوكايين والميثادون. وتعود 1 ٪ فقط من هذه الوفيات إلى ألبرازولام وحده.

## الأشكال المتاح فيها
يتاح ألبرازولام IR في شكل أقراص 0.25 ملغ، 0.5 ملغ، 1 ملغ، 2 ملغ تتناول عن طريق الفم، أقراص تفتت بالفم.
أما أقراص ألبرازولام الشائعة متوفرة في 0.5 ملغ و1 ملغ و2 ملغ و3 ملغ تتناول عن طريق الفم
يعرف ألبرازولام في البلدان الناطقة بالإنكليزية بالأسماء التجارية التالية:
- renax
- Alganax
- Alzolam
- Alprax
- Alprox
- Alzam
- Anxirid
- Apo-Alpraz
- Azor
- Calmax
- Gerax
- Helex
- Kalma
- Nervin
- Niravam
- Novo-Alprazol
- Nu-Alpraz
- Tafil
- Texidep

Trika
- Xanax
- Xanor
- Zopax

## الوضع القانوني
في الولايات المتحدة، يوجد ألبرازولام في الترتيب الرابع في قانون المواد الخاضعة للرقابة من إدارة مكافحة المخدرات. كما تدرج البنزوديازيبينات في المملكة المتحدة في الفئة جيم للمخدرات، تحت تصنيف إساءة استخدام المخدرات. عل المستوى الدولي، يدرج ألبرازولام في الترتيب الرابع في إطار اتفاقية الأمم المتحدة بشأن المؤثرات العقلية. وكذلك في أيرلندا، يدرج ألبرازولام في الترتيب الرابع بين الأدوية. في السويد، يحتل ألبرازولام الترتيب الرابع أيضا بموجب قانون المخدرات (1968). في هولندا، يوجد ألبرازولام في القائمة الثانية في قانون الأفيون، ومتوفر للوصفات الطبية.